# Суботівська сільська рада (Могилів-Подільський район)
| Суботівська сільська рада — колишній орган місцевого самоврядування у Могилів-Подільському районі Вінницької області з адміністративним центром у с. Суботівка. Сільській раді підпорядковані населені пункти: - с. Суботівка - с. Садківці |

## Склад ради
Рада складається з 12 депутатів та голови.

## Керівний склад сільської ради
| ПІБ                     | Основні відомості                                                                             | Дата обрання | Дата звільнення |
| ----------------------- | --------------------------------------------------------------------------------------------- | ------------ | --------------- |
| Рудий Павло Миколайович | Сільський голова, 1974 року народження, освіта, член Всеукраїнського об'єднання «Батьківщина» | 26.03.2006   | 31.10.2010      |
| Рудий Павло Миколайович | Сільський голова, 1974 року народження, освіта вища, член Партії регіонів                     | 31.10.2010   |                 |

Примітка: таблиця складена за даними джерела